# Nuestra Señora de Turbidé

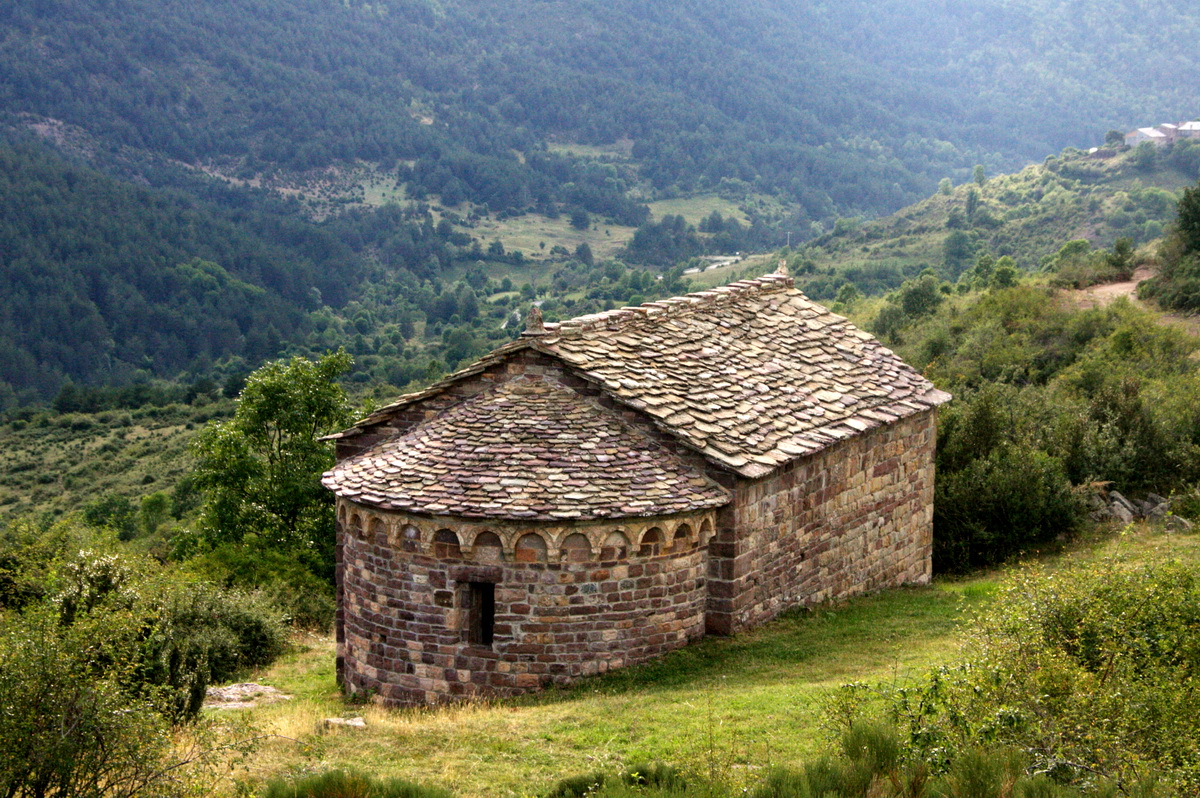
Nuestra Señora de Turbidé

Die Kirche Nuestra Señora de Turbidé (katalanisch Mare de Déu de Turbidé) in Laspaúles, einer Gemeinde in der spanischen Provinz Huesca der Autonomen Region Aragonien, wurde im 12. Jahrhundert errichtet. Die im Ortsteil Villarrué befindliche Kirche ist ein geschütztes Baudenkmal (Bien de Interés Cultural).

## Beschreibung
Die der Gottesmutter geweihte Kirche gehörte zu einer Einsiedelei. Sie wurde im 12. Jahrhundert gebaut. Die Kirche ist einschiffig und schließt im Osten mit einem halbrunden Chor. Sie ist mit Steinplatten gedeckt. Unter dem Dachansatz des Chores verläuft ein Fries mit lombardischen Bögen. An der Westfassade befindet sich ein schlichtes, rundbogiges Portal.